# Diane Baratier
Pour les articles homonymes, voir Baratier (homonymie).
Diane Baratier, née le 25 octobre 1963 à Paris, est une directrice de la photographie et réalisatrice française.

## Biographie
Ancienne élève de l'École nationale supérieure Louis-Lumière (promotion "Cinéma" 1990), après avoir été l'assistante de Raoul Coutard sur le court métrage Les Enfants volants de Guillaume Nicloux, elle commence à travailler en 1993 avec Éric Rohmer, dont elle signera à partir de cette date la photographie de tous les films.
Fille du cinéaste Jacques Baratier, elle lui a consacré le documentaire Portrait de mon Père, Jacques Baratier. Dans son film de 2013, L'Avenir de la mémoire. De l'argentique au numérique, consacré à la restauration et à la conservation des films (notamment à Bois d'Arcy), elle revient à l'œuvre de son père, notamment à Goha (1958, avec Omar Sharif) et Dragées au poivre (1963). L'Avenir de la mémoire est un film de cinéphile, où paraissent Jean-Claude Carrière, André Labarthe, Jean-Pierre Beauviala et quelques photographes et techniciens de la restauration de la pellicule argentique. Diane Baratier proclame les vertus de l'argentique, que l'on peut restaurer, conserver, alors que le numérique est, selon elle, bien plus fragile, bien plus voué à la disparition pure et simple.

## Filmographie sélective

### Directrice de la photographie
- 1993 : L'Arbre, le maire et la médiathèque d'Éric Rohmer
- 1995 : Les Rendez-vous de Paris d'Éric Rohmer
- 1996 : Conte d'été d'Éric Rohmer
- 1998 : Conte d'automne d'Éric Rohmer
- 2000 : Le Mystère Paul (documentaire)  d'Abraham Segal
- 2001 : L'Anglaise et le Duc d'Éric Rohmer
- 2002 : Satin rouge de Raja Amari
- 2004 : Triple agent d'Éric Rohmer
- 2004 : Pas assez de volume! - Notes sur l'OMC (documentaire) de Vincent Glenn
- 2005 : Alimentation générale (documentaire) de Chantal Briet
- 2005 : Le Canapé rouge (court-métrage) d'Éric Rohmer
- 2005 : Aux abois de Philippe Collin
- 2006 : À la recherche de Kafka de Jorge Amat
- 2006 : Vingt nuits et un jour de pluie de Lam Lê
- 2006 : Qui de nous deux de Charles Belmont
- 2007 : Les Amours d'Astrée et de Céladon d'Éric Rohmer
- 2009 : Mabou Mines Dollhouse de Lee Breuer
- 2013 : Quand Sisyphe se révolte d'Abraham Segal

### Réalisatrice
- 1998 : France de Diane Baratier (court métrage)
- 2009 : Portrait de mon père, Jacques Baratier de Diane Baratier (58 minutes)[3]
- 2013 : L'Avenir de la mémoire. De l'argentique au numérique (65 minutes)